# Beeldende vorming
Beeldende vorming is een schoolvak in het Nederlandse onderwijs.
Het is een onderdeel binnen het opgroeien van een persoon. Men vormt (ontwikkelt) zijn of haar beeldende kwaliteiten. Men bedoelt hiermee beeldend in de werkelijkheid, dus niet het vormen van een beeld in gedachten. Om deze kwaliteiten te stimuleren, wordt het vak aangeboden in het voortgezet onderwijs van het Nederlandse schoolsysteem. Tevens wordt het vak aangeboden op veel andere opleidingen, zowel op het hbo als de basisschool.
Beeldende vorming vervangt heel zwart-wit gezien het 'knutselen', een vak dat vroeger werd gegeven, voornamelijk op de basisschool. Tegenwoordig heeft men op veel basisscholen ook over beeldende vorming, terwijl op andere basisscholen een andere term gangbaar is.
Het vak houdt verscheidene beeldende kunsten in: tekenen en schilderen (op de academies aangeduid als 2D), handvaardigheid (onder andere beeldhouwen, boetseren, metaalbewerking, ook wel 3D), textiele werkvormen (2D of 3D, uitgaande van de traditionele handwerk- en naaldtechnieken) en audiovisuele vormgeving (waaronder stop-motion, animatie en video, ook wel 4D). Het vak is geen verplicht vak in het voortgezet onderwijs; dit zorgt ervoor dat elke school het anders invult. Afhankelijk van deze invulling kan in de bovenbouw een van deze vakken als examenvak gekozen worden.
Naast een praktijkgericht deel waarin leerlingen gedoceerd worden over verschillende technieken in bijvoorbeeld de teken- en schilderkunst voor het vak tekenen en houtbewerken of boetseren voor het vak handvaardigheid, richten veel scholen in het voortgezet onderwijs beeldende vorming ook in met een theoretisch deel, wat vaak kunsthistorisch van karakter is. Dit maakt dat het zien van beeldende vorming als enkel een praktijkvak te kort door de bocht is: op sommige scholen neemt het theoretische deel van beeldende vorming het vak zelfs voor de helft in beslag.
Dit theoretische/kunsthistorische deel wordt vaak (grotendeels) zelf door de docent en het schoolbestuur ingedeeld, maar het is zeker niet zo dat het onderwijs enkel door de docent gegeven wordt: steeds vaker nemen (nationale) kunstinstellingen een rol in als het gaat om (middelbaar) onderwijs waarbij musea en andere kunstinstellingen als het ware in de klas geïntroduceerd worden. Dit kan zo ver gaan als volledige (online) lesprogramma’s waarbij een kunstinstelling nagenoeg volledig het roer overneemt, maar kan ook zo subtiel zijn als het gebruiken van (kunst)objecten en de hierover bestaande kennis van een kunstinstelling. Het Rijksmuseum in het bijzonder heeft hier, als Nederlands grootste kunstinstelling, een leidende rol in.
Wanneer we op de website van het Rijksmuseum kijken naar hun aanbod in onderwijs, zien we dat dit is onderverdeeld in verschillende doelgroepen. Deze doelgroepen zijn: primair onderwijs, voortgezet onderwijs, MBO, speciaal onderwijs en NT2. De eerste twee doelgroepen spreken voor zich, met primair onderwijs richt het Rijksmuseum zich op basisschoolkinderen en met het voortgezet onderwijs richt het Rijksmuseum zich op middelbare scholieren.
Naast deze modules voor primair en voortgezet onderwijs, biedt het Rijksmuseum ook onderwijspakketten aan voor het MBO, het middelbaar beroepsonderwijs. Zoals het Rijksmuseum het zelf op hun website formuleert: ‘Ons educatieve aanbod voor mbo-studenten sluit aan op alle vakopleidingen, leerjaren en niveaus. Van meubelmaker, beveiliger tot verpleegkundige: er valt altijd een link te maken tussen de collectie van het Rijksmuseum en de studierichting van de studenten. Tijdens de rondleidingen en workshops maar net zo goed tijdens de lessen op het mbo.’
Op de website van het Rijksmuseum wordt ook verder ingegaan op het aanbod voor speciaal onderwijs. De onderwijsprogramma’s voor speciaal onderwijs komen in principe overeen met de reguliere programma’s voor het primair en voortgezet onderwijs. Het verschil zit ‘m in de omstandigheden: er worden extra maatregelen genomen om ervoor te zorgen dat er de leerlingen zich prettig voelen. Denk hierbij aan speciaal getrainde rondleiders of kleinere groepen.
Tot slot is er een speciaal onderwijsprogramma genaamd NT2, voor mensen met Nederlands als tweede taal. Hier wordt tijdens de educatie over de collectie van het Rijksmuseum ook gewerkt aan de Nederlandse taalvaardigheid en is dus een speciale rol weggelegd voor taalvaardigheid.
Een interessante ontwikkeling op het gebied van beeldende vorming op de middelbare school is het gebruik van digitale technologieën als videospellen binnen het onderwijs. Het razend populaire computerspel Minecraft in het bijzonder lijkt een plek te verwerven binnen het onderwijs. Het wordt geschikt geacht omdat het niet alleen samenwerking en onderlinge educatie ontwikkelt, maar ook een mogelijkheid biedt om historische gebouwen en monumenten op een interactieve manier te behandelen en op een virtueel podium zelf kunst te maken.

## Vlaanderen
- Beeldende vorming komt als term voor in het Deeltijds kunstonderwijs, als overlappende benaming voor de verschillende deelaspecten van de beeldende kunsten.
- In het kunstsecundair onderwijs is het een studierichting in de derde graad.
- Als schoolvak in het reguliere onderwijs, gebruikt men eerder de term plastische opvoeding.